# Općina Trzin
Općina Trzin (slo.: Občina Trzin) je općina u središnjoj Sloveniji u pokrajini Gorenjskoj i statističkoj regiji Središnja Slovenija. Središte općine je grad Trzin s 3.385 stanovnika. 

## Zemljopis
Općina Trzin nalazi se u središnjem dijelu Slovenije, neposredno sjeveroistočno od Ljubljane. Općina obuhvaća donji dio doline rječice Pšate.
U općini vlada umjereno kontinentalna klima. Jedini vodotok u općini je rječica Pšata.

## Naselja u općini
- Trzin

## Vanjske poveznice
- Službena stranica općine